# Gaanderen

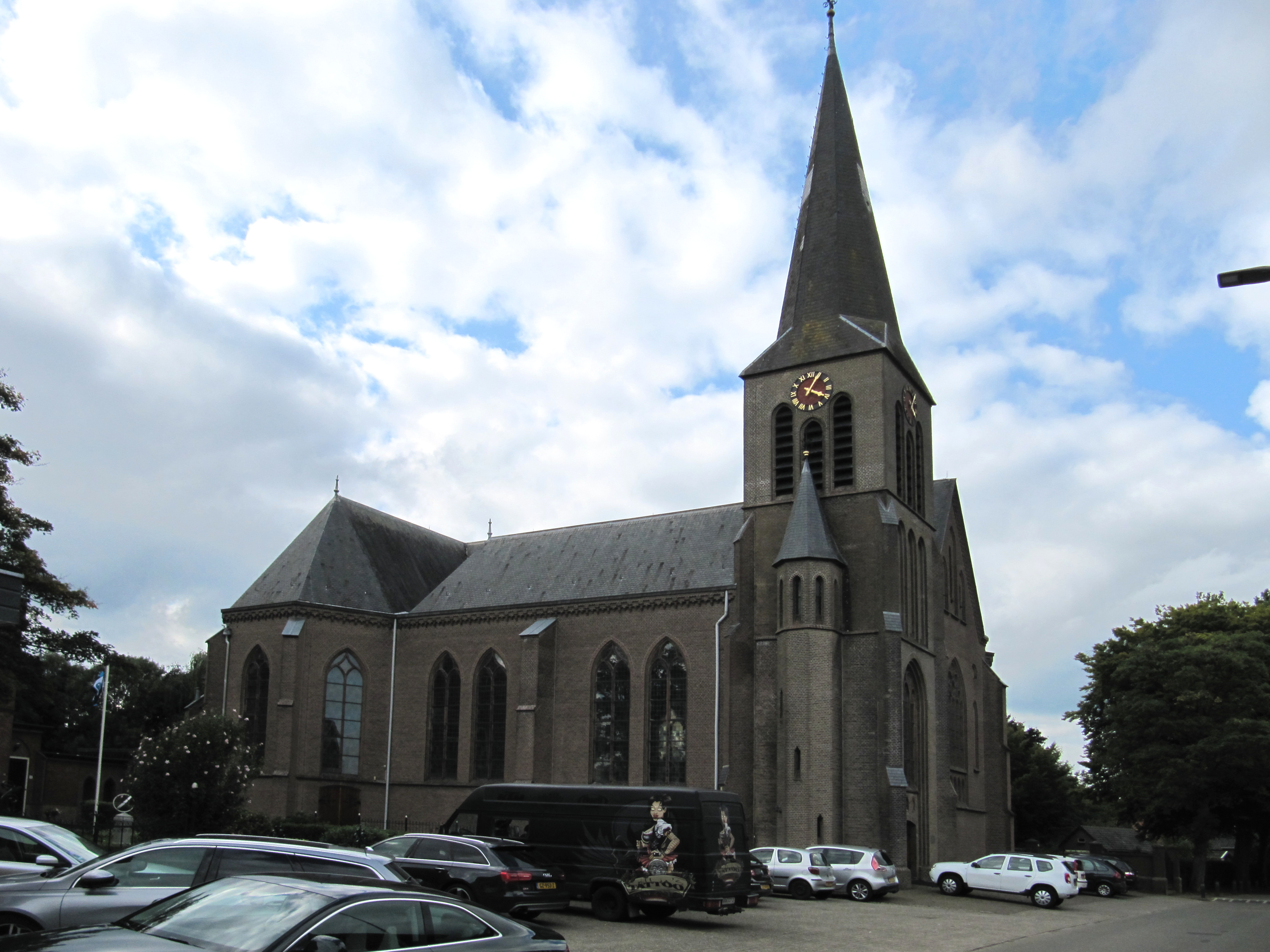
De Sint-Martinuskerk van Gaanderen

Gaanderen is een dorp in de gemeente Doetinchem, gelegen in de Nederlandse provincie Gelderland. Het dorp grenst aan Terborg en Gaanderen heeft 5.660 inwoners (stand 1 januari 2023).

## Historie
Gaanderen is ontstaan in de twaalfde eeuw. Destijds werd het dorp Gernere genoemd, naar de duinen die het land tegen de Oude IJssel beschermden. Gernere zou zijn afgeleid van de woorden gér en laar, die "spitse heuvelrij" betekenen. In de zeventiende eeuw werd de plaats, die toen ongeveer 120 inwoners en 20 boerderijen telde, een van de vijf buurtschappen van Doetinchem. Het gebied werd 'Gander' genoemd.
Aan het eind van de achttiende eeuw begon voor Gander een periode van bosbouw. Veel eiken werden er gekapt en moesten geveld worden, wat betekende dat er nieuwe arbeiders nodig waren. Velen van hen vestigden zich in het gebied en zo ontstond het dorp 'Gaanderen'. Bestuurlijk vormde Gaanderen samen met enkele buurtschappen de gemeente Ambt Doetinchem totdat deze gemeente met de ernaast gelegen buurgemeente Stad Doetinchem fuseerde tot de huidige gemeente Doetinchem.

### IJzerindustrie
In het gebied rond Gaanderen is veel ijzeroer aanwezig. De beken konden waterkracht leveren en er was voldoende hout voor de bij ijzerfabricage benodigde houtskool. Zo kon Gaanderen zich tot ijzerdorp ontwikkelen. In 1689 stichtte Josias Olmius aan de Bielheimerbeek de eerste Nederlandse ijzergieterij, de Rekhemse hut genaamd. Hier werden bommen, kogels, handgranaten en huishoudelijke voorwerpen gemaakt. In 1821 werd aan de Akkermansbeek, op de grens met Terborg, de ijzergieterij Vulcaansoord opgericht, later een groot bedrijf dat vrijwel het hele dorp werk bood, het ging echter in 1977 door zwendel en mismanagement failliet. In de twintigste eeuw kwam er nog meer metaalindustrie, met bedrijven als Pelgrim (pannen, (gas)kachels, keukenapparatuur), Ferro Techniek (emailleerfabriek) en Senten (kleine metaalwarenfabriek). Pelgrim is in de jaren tachtig van de 20e eeuw overgenomen door concurrent ATAG en na enkele jaren werd de fabriek verhuisd naar een nieuwe productielocatie in Duiven, een behoorlijke aderlating voor de werkgelegenheid in het dorp. Alleen Ferro is tegenwoordig nog in vol bedrijf. De verlaten Pelgrimfabriek is gesloopt en op het enorm grote vrijgekomen terrein is een woonproject gerealiseerd.

## Wateren
Er lopen langs en door het dorp twee beken, de Akkermansbeek en de Bielheimerbeek, die beiden uitmonden in de Oude IJssel. De Bielheimerbeek dankt haar naam aan het klooster Bethlehem, dat vroeger aan de beek lag. De loop van de Bielheimerbeek is verlegd. De 'oude' Bielheimerbeek is een klein stroompje, de huidige Bielheimerbeek ligt zo'n 200 meter naar het oosten en is beduidend breder.

## Heden
Gaanderen is nog altijd een zeer hecht dorp. In het dorp staan twee rooms-katholieke kerken. Daarvan is alleen de St. Martinuskerk nog in gebruik. Er was ook een protestantse kerk, het 'witte kerkje' aan de Hoofdstraat. Nu heet het 'De vlinder' en zijn er appartementjes in gevestigd voor mensen met een beperking, die daar begeleid wonen. De St. Augustinusschool was verbonden aan de Sint-Augustinuskerk. De St. Martinusschool was verbonden aan de Sint-Martinuskerk. De St. Augustinusschool is hernoemd naar Augustinusschool, en heeft daarmee ook de band met de St. Augustinusparochie verbroken. Later zijn de St. Martinusschool en de Augustinusschool gefuseerd en hebben een nieuw gebouw betrokken, Gaanderwijs. De derde school is de openbare basisschool Wis en Wierig vlak bij sportpark De Pol.
Het dorp telt vele verenigingen. In de regio heeft Gaanderen bekendheid gekregen door zijn vele muziekverenigingen, zoals de Musical Producties Gelderland, het Symfonisch Blaasorkest Gaanderen (voorheen Harmonie Gaanderen), het Gaanderens Mannenkoor en het koor Liberate. Op sportgebied zijn er onder meer tafeltennisvereniging Odion, badmintonvereniging Poona en voetbalvereniging VVG'25 Gaanderen.
Er bestaat van oudsher een zekere scheiding tussen twee groepen bewoners van Gaanderen. De spoorlijn Winterswijk - Zevenaar die dwars door het dorp loopt, vormt de grens tussen Gaanderen-Noord ('Oud-Gaanderen') en Gaanderen-Zuid ('Nieuw-Gaanderen'). Dit fenomeen wordt echter steeds zwakker, men voelt zich niet meer zo sterk verbonden met "Noord" of "Zuid".
Tot 1934 had Gaanderen een eigen spoorweghalte aan de spoorlijn Winterswijk - Arnhem. Op 10 december 2006 is een nieuw station Gaanderen geopend, dit op enkele meters van de oude locatie. Daarmee heeft Gaanderen haar treinstation weer terug. Daarnaast deelde Gaanderen in het verleden een stopplaats met de buurtschap Oosseld, stopplaats Gaanderen-Oosselt. Deze stopplaats lag in de bossen ten noorden van Gaanderen en is in 1927 buiten gebruik gesteld.

## Geboren in Gaanderen
- Fred Diks (1955), kinderboekenschrijver en sportjournalist
- Ronald Cornelissen (1964), r.k. bisschop van Groningen-Leeuwarden
- Ties Evers (1991), voetballer